# Маркало (Милано)
Маркало је насеље у Италији у округу Милано, региону Ломбардија.
Према процени из 2011. у насељу је живело 4654 становника. Насеље се налази на надморској висини од 147 м.